# Manuel Lozoya Cigarroa
Manuel Lozoya Cigarroa (Durango, 3 ottobre 1933 – Durango, 24 agosto 2012) è stato uno scrittore messicano.

## Vita
Nasce il 3 ottobre 1933 e fin da giovanissimo si dedica all'insegnamento (attitudine che gli valse il soprannome El Maestro). Fu insegnante di una scuola elementare, preside di elementare, maestro, Direttore e Supervisore di Istituti Pubblici Federali in diversi stati messicani.
Per ben due volte ricoprì la carica di sottosegretario tecnico alla Direzione Generale dell'Educazione del Ministero della Pubblica Istruzione e, come tale, fu un combattente pioniere per la fondazione dell'Università Pedagogica Nazionale, per creare e portare avanti i corsi di laurea per insegnanti di scuola primaria, che è stata la vera storia della fondazione di questa istituzione. 
Egli è uno studioso e ricercatore di storia della natìa Durango e più in particolare delle antiche leggende di Durango. El Maestro illustra storie per puro piacere, ma è per lui importante il fondamento storico, che è un'informazione preziosa per chiunque sia interessato alla storia culturale di Durango. 
Manuel Lozoya Cigarroa fu El Maestro per professione e la sua condizione di maestro 'rural' gli consentì l'accesso all'esperienza e alla saggezza dei contadini duranguensi, che sono custodi della tradizione di Durango di ieri e di oggi. 
Ha ricevuto il premio "Medaglia 22 settembre" che l'Unione Nazionale per l'Educazione assegna ad illustri maestri del Messico. 
È a pieno titolo membro dell'Accademia Nazionale di Cultura del SNTE, membro corrispondente del Seminario di Cultura messicana, membro dell'Associazione di Studi Storici di Durango, dell'Associazione 'Amici dell'Università Juárez' dello stato del Durango e di altre associazioni culturali.

## Cigarroa scrittore
El Maestro è anche autore di vari libri: Le leggende e la storia della vecchia Durango, Leggende della mia terra, Il Gallo dorato di Pancho Villa (tra l'altro Pancho Villa è nato proprio a Durango) e altri. Si annoverano anche importanti opere inedite, come Storie per bambini, Francisco Villa el Grande, Uomini e Donne di Durango, Racconti della mia terra, Leggende del mio Messico, Frammenti di storia di Durango e Note sulla storia della Pubblica Istruzione a Durango. Scrive anche articoli su vari importanti quotidiani e riviste. 
Oltre al suo lavoro di insegnante nelle scuole rurali, di professore e direttore di varie scuole pubbliche, di membro della Segreteria della Pubblica Istruzione e di supervisore della scuola, è riconosciuto a livello nazionale anche la sua fama di scrittore di racconti e leggende, accolte dal pubblico con grande accettazione. 
El Maestro Manuel Lozoya Cigarroa è appassionato del suo paese, come testimoniano i suoi scritti abbondanti, quasi interamente dedicati alla sua amata Durango. 
La sua lunga carriera viene interrotta all'età di 79 anni, quando El Maestro muore per un tumore al colon, male di cui ha sofferto per molti anni.

## Opere
- Le leggende e la storia della vecchia Durango
- Leggende della mia terra
- Il Gallo dorato di Pancho Villa
- Storie per bambini
- Francisco Villa el Grande
- Uomini e Donne di Durango
- Racconti della mia terra
- Leggende del mio Messico
- Frammenti di storia di Durango
- Note sulla storia della Pubblica Istruzione a Durango
- Il diavolo nella Settimana Santa
- Lo scagnozzo del mercato
- Lo scorpione del carcere di Durango
- La suora della Luna della Cattedrale di Durango
- L'impegno
- Il presuntuoso del Ponte Negro

N.B. La datazione non è pervenuta

## Curiosità
Le opere de El Maestro non sono esattamente databili, in quanto egli preferiva farle leggere ai suoi concittadini piuttosto che pubblicarle. Le sue opere sono infatti conosciute solo per il semplice fatto che, fatta eccezione per alcune già 'tramandate' da alcuni duranguensi, alla sua morte scrisse nel suo testamento che le sue opere fossero pubblicate, cosicché tutto il mondo potesse conoscere 